# Tickets to My Downfall
Tickets to My Downfall es el quinto álbum de estudio del músico estadounidense Machine Gun Kelly. Fue publicado a través de Bad Boy e Interscope Records el 25 de septiembre de 2020. Una desviación de su sonido de rap establecido, el álbum es de pop punk más impulsado por la guitarra.

## Antecedentes
Machine Gun Kelly, cuyo nombre de nacimiento es Colson Baker, había lanzado cuatro álbumes de estudio hasta la década de 2010. Si bien sus primeros cuatro álbumes de estudio habían sido de estilo hip hop y rap, a fines de la década, Baker comenzó a moverse hacia la dirección de la música rock. En 2019, Baker apareció en la película The Dirt, una película biográfica sobre la banda Mötley Crüe donde interpretó al baterista Tommy Lee. El mismo año, Baker lanzó su cuarto álbum de estudio, Hotel Diablo, que terminó con la canción "I Think I'm Okay", una colaboración de canciones más roquera con Yungblud y el baterista de Blink-182 Travis Barker. Fue lanzado como single y se hizo muy popular, alcanzando el número 8 en el Billboard US Hot Rock Songs de fin de año y terminó siendo certificado platino en los Estados Unidos.
Baker, deseando explorar más el sonido, reservó un día en el estudio de grabación para trabajar con Barker, para grabar lo que se convertiría en la canción "Bloody Valentine". La sesión fue tan poderosa para Baker que le pidió a Barker que reservara dos meses para que colaboraran en un álbum de estudio completo, a lo que Barker accedió. Durante gran parte del resto del año, Baker se refería a estar trabajando en el álbum al que se refiere informalmente como "el proyecto pop punk sin título". Junto con Baker en la voz y la guitarra, todo el álbum presentaría a Barker en la batería y como productor. Otras colaboraciones en el estudio incluyen a Bert McCracken de The Used, Blackbear en la canción «My Ex's Best Friend», Goody Grace, Mod Sun, Trippie Redd, Young Thug y otra colaboración con Yungblud.

## Lanzamiento
Originalmente se esperaba que el álbum se lanzara a principios de 2020 después de los repetidos teasers de Baker a fines de 2019 y principios de 2020. La pandemia de COVID-19 retrasaría los planes de lanzamiento del álbum. Baker usó el tiempo encerrado para grabar una serie de actuaciones en vivo, titulada "LockdownSessions", incluida una interpretación de "Misery Business" de Paramore, algo que llamó la atención de las publicaciones musicales debido a la propia denuncia de Hayley Williams sobre la letra de la canción en el año.
El primer sencillo formal del álbum, "Bloody Valentine", fue lanzado el 1 de mayo de 2020. A principios de agosto, la canción tenía más de 30 millones de visitas en Youtube. En el momento del lanzamiento, Baker anunció que el álbum se había retrasado hasta el verano de 2020.
El segundo sencillo, "Concert for Aliens", debutó en la transmisión televisada a nivel nacional de Good Morning America, y luego se lanzó el 5 de agosto de 2020. Se lanzó un video musical una semana después, que involucró a la banda actuando frente a una gran multitud de extraterrestres.
El tercer sencillo, "My Ex's Best Friend" con Blackbear, fue lanzado el 7 de agosto de 2020 y alcanzó el puesto 82 en la lista Hot 100 de todos los formatos de Billboard de Estados Unidos.

## Lista de canciones
| Tickets to My Downfall - edición estándar |                                       | |                                        |          |  |
| N.º                                       | Título                                | Escritor(es) | Productor(es)                          | Duración |  |
| 1.                                        | «Title Track»                         | Colson Baker, Nicholas Alex Long, Travis Barker y Omer Fedi                                                                                            | Barker, Machine Gun Kelly y Fedi       | 2:45     |  |
| 2.                                        | «Kiss Kiss»                           | Baker, Long, Barker y Fedi | Barker y Fedi                          | 2:18     |  |
| 3.                                        | «Drunk Face»                          | Baker, Long, Nick Mira, Barker y Fedi | Barker, Mira, Machine Gun Kelly y Fedi | 2:23     |  |
| 4.                                        | «Bloody Valentine»                    | Baker, Derek Ryan Smith, Long y Barker | Barker                                 | 3:25     |  |
| 5.                                        | «Forget Me Too» (con Halsey)          | Baker, Ashley Frangipane, Long, Barker y Fedi | Barker y Fedi                          | 2:51     |  |
| 6.                                        | «All I Know» (con Trippie Redd)       | Baker, Michael White IV, Long, Barker, Fedi, Andrew DeCaro, Aldae, Ibarra, Nick Bailey, Jesse Michaels, Timothy Armstrong, Roger Freeman y David Mello | Barker y Fedi                          | 2:09     |  |
| 7.                                        | «Lonely»                              | Baker, Long y Barker | Barker y Machine Gun Kelly             | 3:10     |  |
| 8.                                        | «WWIII»                               | Baker, Long y Barker | Barker                                 | 0:59     |  |
| 9.                                        | «Kevin and Barracuda» (Interlude)     | Baker y Pete Davidson |                                        | 1:23     |  |
| 10.                                       | «Concert for Aliens»                  | Baker, Long y Barker | Barker                                 | 2:40     |  |
| 11.                                       | «My Ex's Best Friend» (con Blackbear) | Baker, Matthew Musto, Long y Barker | Barker, BazeXX y SlimXX                | 2:18     |  |
| 12.                                       | «Jawbreaker»                          | Baker, Long y Barker | Barker                                 | 1:57     |  |
| 13.                                       | «Nothing Inside» (con Iann Dior)      | Baker, Michael Ian Olmo, Golden Von Jones, Long, Barker y Fedi                                                                                         | Barker y Fedi                          | 2:52     |  |
| 14.                                       | «Banyan Tree» (Interlude)             | Baker, Megan Fox y Barker | Barker y Keith Varon                   | 1:31     |  |
| 15.                                       | «Play This When I'm Gone»             | Baker, Long, Barker, Jackson Morgan y Jared Scharff | Barker y Scharff                       | 3:22     |  |
| 36:00                                     |                                       | |                                        |          |  |

| Tickets to My Downfall - Edición de lujo "Sold Out" |                                                          |                                                                                           |                                          |          |  |
| N.º                                                 | Título                                                   | Escritor(es)                                                                              | Producer(s)                              | Duración |  |
| 16.                                                 | «Body Bag» (con Yungblud and Bert McCracken of the Used) | Baker, Dominic Harrison, Bert McCracken, Chris Greatti, Zakk Cervini, Long, Barker y Fedi | Barker                                   | 2:50     |  |
| 17.                                                 | «Hangover Cure»                                          | Baker, Jae Green, Long y Barker                                                           | Barker                                   | 2:40     |  |
| 18.                                                 | «Split a Pill»                                           | Baker, Matt Malpass, Long y Barker                                                        | Barker                                   | 2:46     |  |
| 19.                                                 | «Can't Look Back»                                        | Baker, Long, Barker y Fedi                                                                | Barker y Fedi                            | 2:10     |  |
| 20.                                                 | «Misery Business» (Paramore cover)                       | Hayley Williams y Josh Farro                                                              | Barker, Machine Gun Kelly, Fedi y BazeXX | 3:21     |  |
| 21.                                                 | «Bloody Valentine» (Acoustic)                            | Baker, Smith, Long y Barker                                                               | Barker                                   | 3:16     |  |
| 53:12                                               |                                                          |                                                                                           |                                          |          |  |

| Tickets to My Downfall - Edición de Target |                                         | |                                                |          |  |
| N.º                                        | Título                                  | Escritor(es)                                                                                       | Productor(es)                                  | Duración |  |
| 16.                                        | «Misery Business» (Paramore cover)      | Williams y Farro                                                                                   | Barker, Machine Gun Kelly, Fedi y BazeXX       | 3:21     |  |
| 17.                                        | «Roll the Windows Up»                   | Baker, Michael Posner, Ladonnis Crump, Sean Anderson, Brandon Allen y Stephen Basil                | BazeXX y SlimXX                                | 2:25     |  |
| 18.                                        | «In These Walls (My House)» (con PVRIS) | Baker, Lyndsey Gunnulfsen, Alex Babinski, Brian Macdonald, Kyle Anthony, Basil, Allen y Tim Norton | Machine Gun Kelly, BazeXX, SlimXX y Wavy Duber | 2:48     |  |
| 19.                                        | «Love on the Brain» (Rihanna cover)     | Fred Ball, Joseph Angel y Robyn Fenty                                                              | Fedi, BazeXX y SlimXX                          | 2:22     |  |
| 46:56                                      |                                         | |                                                |          |  |

| Tickets to My Downfall - Edición japonesa |                                     |                             |                                          |          |  |
| N.º                                       | Título                              | Escritor(es)                | Producer(s)                              | Duración |  |
| 16.                                       | «Bloody Valentine» (Acoustic)       | Baker, Smith, Long y Barker | Barker                                   | 3:16     |  |
| 17.                                       | «Misery Business» (Paramore cover)  | Williams y Farro            | Barker, Machine Gun Kelly, Fedi y BazeXX | 3:21     |  |
| 18.                                       | «Love on the Brain» (Rihanna cover) | Ball, Angel y Fenty         | Fedi, BazeXX y SlimXX                    | 2:22     |  |
| 45:09                                     |                                     |                             |                                          |          |  |

Notas
- Los títulos de las canciones están estilizados en minúsculas, con la excepción de "WWIII".[16]

## Personal
- Machine Gun Kelly - voz, guitarra
- Travis Barker - batería, producción

Voces adicionales
- Bert McCracken de The Used – Voz adicional
- Blackbear – Voz adicional en "My Ex's Best Friend"
- Trippie Redd – Voz adicional
- Goody Grace – Voz adicional
- Mod Sun – Voz adicional
- Yungblud – Voz adicional
- Ashley Frangipane – Voz adicional en "Forget me too"

## Posicionamiento en listas
| Lista (2020)                            | Mejor posición |
| --------------------------------------- | -------------- |
| Alemania (Offizielle Top 100)           | 11             |
| Australia (ARIA)                        | 2              |
| Austria (Ö3 Austria)                    | 5              |
| Bélgica (Ultratop flamenca)             | 16             |
| Bélgica (Ultratop valona)               | 75             |
| Canadá (Billboard Canadian Albums)      | 1              |
| Dinamarca (Hitlisten)                   | 20             |
| Escocia (Scottish Albums Chart)         | 6              |
| España (PROMUSICAE)                     | 42             |
| Estados Unidos (Billboard 200)          | 1              |
| Estados Unidos (Top Alternative Albums) | 1              |
| Estados Unidos (Top Rock Albums)        | 1              |
| Finlandia (Suomen Virallinen Lista)     | 12             |
| Francia (SNEP)                          | 111            |
| Hungría (MAHASZ)                        | 35             |
| Irlanda (OCC)                           | 7              |
| Italia (FIMI)                           | 13             |
| Noruega (VG-lista)                      | 10             |
| Nueva Zelanda (Recorded Music NZ)       | 5              |
| Países Bajos (Album Top 100)            | 19             |
| Reino Unido (UK Albums Chart)           | 3              |
| República Checa (ČNS IFPI)              | 2              |
| Suecia (Sverigetopplistan)              | 11             |
| Suiza (Schweizer Hitparade)             | 24             |

| Lista (2020)                               | Posición |
| ------------------------------------------ | -------- |
| Estados Unidos (Billboard 200)             | 154      |
| Estados Unidos (Billboard Top Rock Albums) | 22       |

## Certificaciones
| País        | Organismo certificador | Certificación | Ventas certificadas | Ref.   |
| ----------- | ---------------------- | ------------- | ------------------- | ------ |
| Canadá      | Music Canada           | Oro           | 40 000              | [ 43 ] |
| Reino Unido | BPI                    | Plata         | 60 000              | [ 44 ] |